# 세종 SA FC
세종 SA FC(Sejong SA Football Club)는 대한민국 세종특별자치시에 있는 축구 선수단이다. 세종에스에이가 운영하는 남자 세미프로 축구단이며, 2025년에 창단되었다.

## 역사
2024년 10월 31일에 대한축구협회로부터 K4리그 참가를 승인받은 후, 세종특별자치시체육회 사무처장을 역임했던 석원웅을 단장으로 선임하고 김종필을 감독으로 선임했다. 이후 2025년 시즌을 앞두고 2024년 12월에 선수 공개 선발 모집을 진행했다.

## 참고 문헌
- “스포츠지원포털 등록 현황”. 대한체육회.
- “KFA 통합경기정보 시스템”. 대한축구협회.